# Vladimir Ilic
Vladimir Ilic (20 febbraio 1973) è un ex giocatore di football americano e allenatore di football americano tedesco, che ha giocato come defensive lineman.

## Palmarès
- 1 Europeo (2014[1])
- 2 Eurobowl (Hamburg Blue Devils, 1996, 1997)
- 7 German Bowl (Berlin Adler, 1990, 1991; Hamburg Blue Devils, 1997, 2001, 2002, 2003; Braunschweig Lions, 1998)